# Vallée de Montmorency

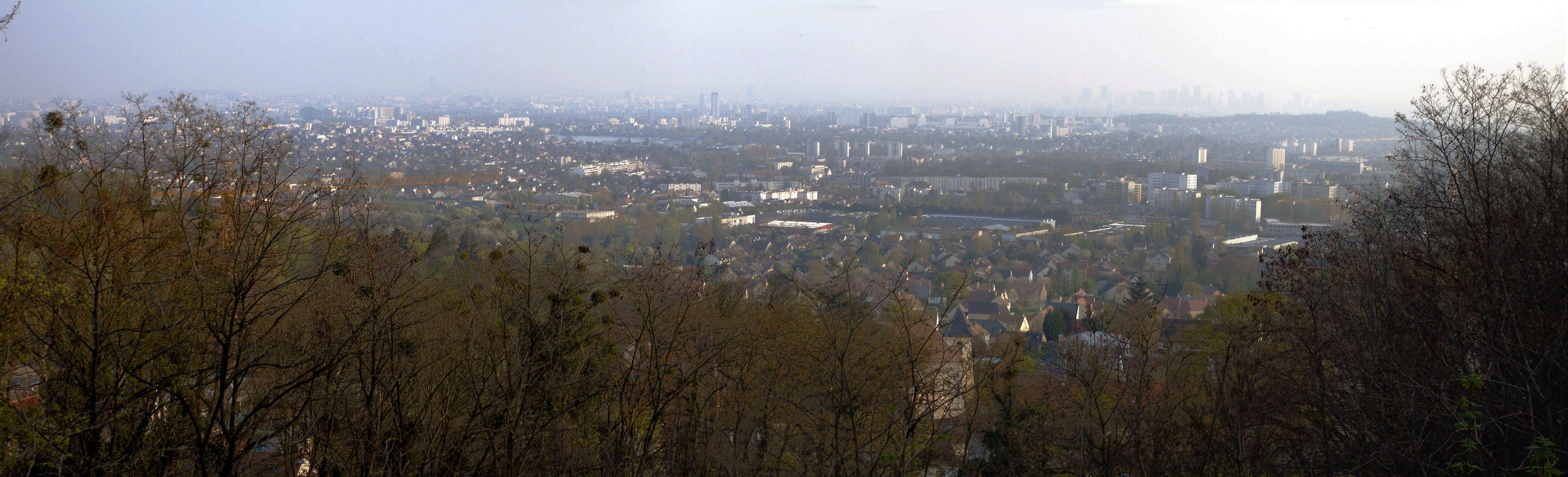
Vue de la vallée de Montmorency et Paris (au fond) prise du village d'Andilly. On distingue au centre le lac d'Enghien ; à l'horizon, à gauche Montmartre, au centre, la tour Eiffel, et à droite, les tours de La Défense derrière la butte d'Orgemont.

La vallée de Montmorency est une petite région naturelle située au nord-ouest de Paris entre le département du Val-d'Oise et celui de la Seine-Saint-Denis, dans la région administrative Île-de-France.
La vallée très urbanisée, qui comptait 415 852 habitants en 2022, s'étend sur une quinzaine de kilomètres entre le lac d'Enghien et la ville de Montmorency au sud-est et la vallée de l'Oise au nord-ouest, entre les deux collines (buttes-témoins) parallèles de la forêt de Montmorency et des buttes du Parisis.
Elle est dépourvue de véritable cours d'eau en dépit de son nom, seuls quelques rus se jetant dans le lac d'Enghien ou l'Oise la traversent. Une chaussée romaine, la Chaussée Jules-César en constitue l'axe.
Une communauté d'agglomération portait son nom (communauté d'agglomération de la vallée de Montmorency), mais celle-ci ne concernait qu'une faible partie de la région naturelle (8 communes et un tiers des habitants). La communauté d'agglomération Val Parisis couvre le reste de la région naturelle.

## Communes de la vallée de Montmorency
Andilly, Beauchamp, Bessancourt, Deuil-la-Barre, Eaubonne, Enghien-les-Bains, Épinay-sur-Seine, Ermont, Franconville, Frépillon, Groslay, Le Plessis-Bouchard, Margency, Montigny-lès-Cormeilles, Montlignon, Montmagny, Montmorency, Saint-Gratien, Saint-Leu-la-Forêt, Saint-Prix, Sannois, Soisy-sous-Montmorency, Taverny, Villetaneuse.